# Pico (île)
Pour les articles homonymes, voir Pico (homonymie).
Pico (en portugais : Ilha do Pico) est l'île principale du groupe central de l'archipel des Açores. Elle doit son nom au volcan qui la domine s'élevant à 2 351 mètres.
Administrativement, le territoire de l'île est partagé entre trois villes : Lajes do Pico (capitale), Madalena (port principal, face à Horta) et São Roque do Pico.

## Géographie
Pico est distante de 6,1 km de l'île de Faial, à l'ouest-nord-ouest, et de 18,2 km de l'île de São Jorge, au nord-nord-est. Sa superficie est de 444,8 km2 et elle compte une population de 15 500 habitants. Sa longueur est de 42 km et sa largeur de 15,2 km.  

## Histoire
Découverte avant 1439, elle fut tout d'abord désignée sous le nom de São Dinis. Les premiers habitants s'installèrent à partir de 1460 et son peuplement fut définitivement établi en 1482 avec la fondation de la ville de São Mateus.

## Économie

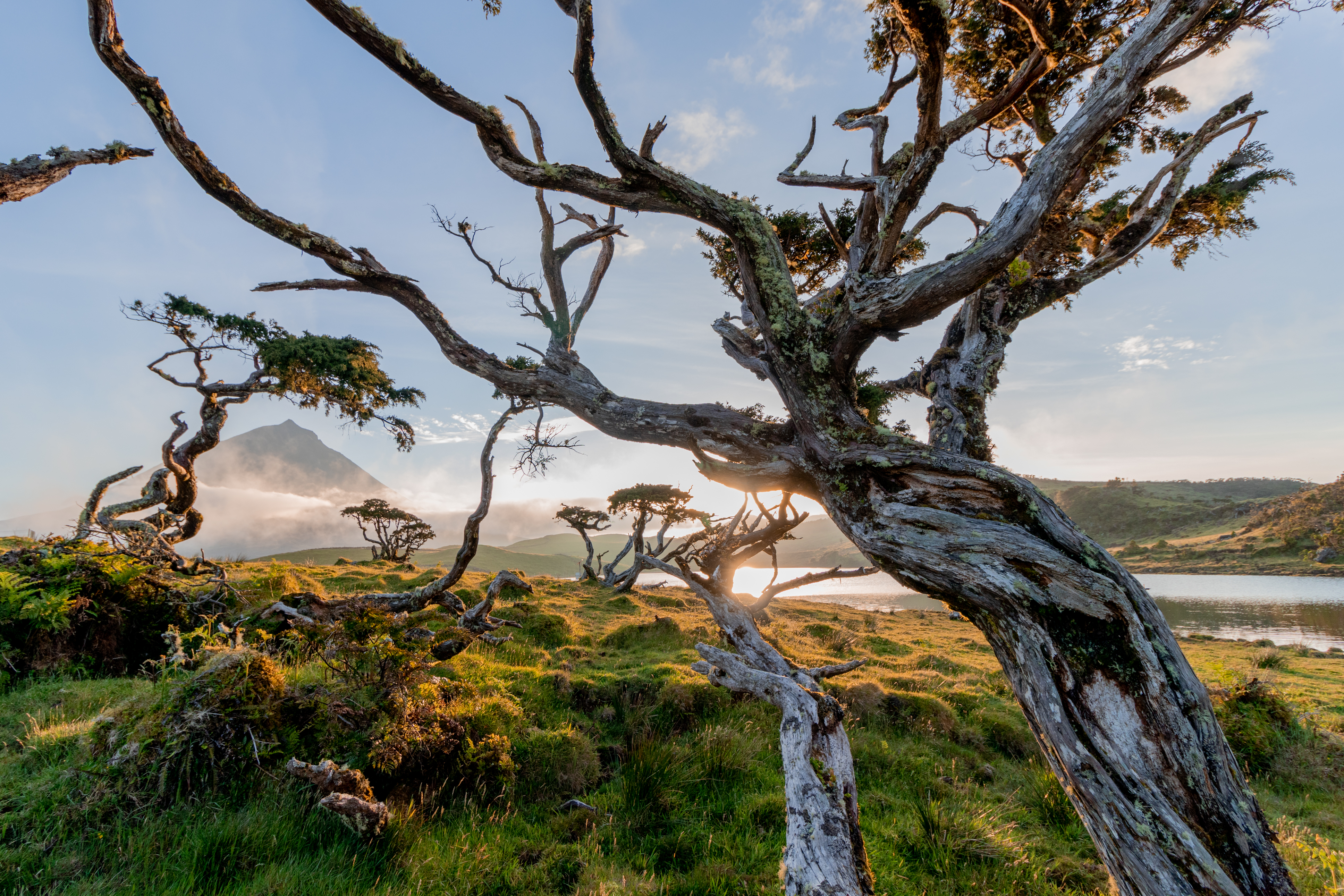
Arbres montrant leur réponse au climat dans la réserve centrale de l'île, près du lac Capitão.

Dans la région occidentale de l'île sont cultivées des vignes plantées dans des terrasses construites en basalte, donnant naissance au fameux « Verdelho do Pico », vin blanc liquoreux qui eut son heure de gloire à la cour de Russie.  
L'île de Pico conserve aujourd'hui encore les vestiges d'une longue tradition de chasse à la baleine, avec l'industrie baleinière.
Après l'intégration du Portugal dans l'Union européenne, les habitants de Pico ont dû développer un autre modèle économique. Si les activités de pêche, notamment du thon, restent encore fortes, une proportion importante des ressources provient désormais de l'agriculture et de l'agro-alimentaire : fruits, vin, lait, fromage.

## Tourisme
Pico possède un aéroport (code AITA : PIX).
Le tourisme est encore marginal. Cependant un éco-tourisme, soutenu par l'Union européenne, se développe progressivement : observation de cétacés... À Lajes do Pico et Madalena, plusieurs enseignes invitent à aller à la rencontre des baleines et des dauphins lors de sorties en mer.
Le volcan de l'île de Pico (Ponta do Pico) s'élève à 2 351 mètres d'altitude, c'est le point culminant des Açores et du Portugal, ainsi que de la dorsale médio-atlantique.
En divers endroits, l'île présente des tunnels de lave, dont la Gruta das Torres à Madalena, de plus de cinq kilomètres de longueur.

## Lieux et monuments
- Musée des Baleiniers à Lajes do Pico.
- Musée de l'Industrie baleinière à São Roque do Pico.
- Phare de Ponta da Ilha